# Emma Allen-Vercoe
Emma Allen-Vercoe es una bióloga molecular británico-canadiense que es profesora y catedrática de investigación en la Universidad de Guelph. Su investigación se centra en  el microbioma intestinal y la terapéutica microbiana para tratar Escherichia coli.